# Pürgen
Pour le groupe de rock russe, voir Purgen.
Pürgen est une commune de Bavière (Allemagne), située dans l'arrondissement de Landsberg am Lech, dans le district de Haute-Bavière.